# Condado de Carter (Misuri)
El condado de Carter (en inglés: Carter County) es un condado en el estado estadounidense de Misuri. En el censo de 2000 el condado tenía una población de 5.941 habitantes. La sede de condado es Van Buren. El condado fue fundado el 10 de marzo de 1859 y fue nombrado en honor a Zimri A. Carter, un pionero de Carolina del Sur que se trasladó a Misuri en 1812.

## Geografía
Según la Oficina del Censo, el condado tiene un área total de 1.318 km² (509 sq mi), de la cual 1.315 km² (508 sq mi) es tierra y 3 km² (1 sq mi) (1,02%) es agua.

### Condados adyacentes
- Condado de Reynolds (norte)
- Condado de Wayne (noreste)
- Condado de Butler (sureste)
- Condado de Ripley (sur)
- Condado de Oregon (suroeste)
- Condado de Shannon (oeste)

### Áreas protegidas nacionales
- Mark Twain National Forest
- Ozark National Scenic Riverways

## Autopistas importantes
- U.S. Route 60
- Ruta Estatal de Misuri 21

## Demografía
En el  censo de 2000, hubo 5.941 personas, 2.378 hogares y 1.674 familias residiendo en el condado. La densidad poblacional era de 12 personas por milla cuadrada (5/km²). En el 2000 había 3.028 unidades habitacionales en una densidad de 6 por milla cuadrada (2/km²). La demografía del condado era de 96,60% blancos, 0,08% afroamericanos, 1,35% amerindios, 0,10% asiáticos, 0,03% de otras razas y 1,83% de dos o más razas. 1,21% de la población era de origen hispano o latino de cualquier raza. 
La renta promedio para un hogar del condado era de $27.608 y el ingreso promedio para una familia era de $33.349. En 2000 los hombres tenían un ingreso medio de $25.568 versus $16.500 para las mujeres. La renta per cápita para el condado era de $16.178 y el 25,20% de la población estaba bajo el umbral de pobreza nacional.

## Ciudades y pueblos
- Ellsinore
- Fremont
- Hunter
- Grandin
- Van Buren